# Jorah Mormont
Jorah Mormont é uma personagem fictícia  da série de livros de fantasia A Song of Ice and Fire, do autor norte-americano George R. R. Martin, e da série de televisão Game of Thrones. Introduzido no primeiro livro da série, A Game of Thrones (1996), Jorah é o filho único de Lorde Jeor Mormont, o honorável lorde comandante da Patrulha da Noite na Muralha do continente fictício de Westeros. Ele subsequentemente também aparece  nos livros seguintes A Clash of Kings (1998), A Storm of Swords (2000) e A Dance with Dragons (2011). Na série de televisão ele é interpretado pelo ator escocês Iain Glen.

## Biografia

### Série litériaria

#### Antecedentes
Jorah é o único filho de Lorde Jeor Mormont, o Lorde da Ilha dos Ursos, que abdicou ao título em favor do filho pouco antes da "Rebelião de Robert" para se tornar o comandante da Patrulha da Noite, na Muralha de Westeros. Um homem de meia idade e cheio de pelos, já com aparente calvície mas ainda com o físico em forma, no passado Jorah casou-se com uma dama da Casa Glover, que morreu de um aborto natural depois dez anos de casados. Jorah lutou ao lado do rei Robert Baratheon durante a Rebelião dos Greyjoy, distinguindo-se por ser um dos primeiros a entrar na luta durante o cerco de Pyke, sendo consagrado cavaleiro pelo rei.  Durante o torneio de Lannisport, que celebrou a vitória de Baratheon, Jorah se apaixonou pela linda dama Lynesse Hightower, tia de Margaery Tyrell, e a nomeou como Rainha do Amor e da Beleza após vencer o torneio. O pai de Lynesse concordou com o casamento e apesar dela ser recíproca em seu amor por Jorah, não se acostumou com a vida na isolada e fria Ilha dos Ursos, desejando de volta o esplendor e o conforto de sua infância e juventude em Oldtown. Jorah acabou falindo tentando proporcionar à mulher todos os confortos e luxos possíveis, e num determinado momento chegou a vender caçadores ilegais que entraram em suas terras para um mercador de escravos de Tyrosh, em Essos, para obter recursos para manter o estilo de vida de Lynesse. 

Brasão de armas da Casa Mormont

Sendo a escravidão ilegal em Westeros,  seu senhor feudal, Lorde Ned Stark de Winterfell, o condenou à morte por isto, mas o casal fugiu para a Cidade Livre de Lys, onde ele passou a trabalhar como espadachim mercenário, mas ainda sem conseguir suprir os desejos de Lynesse. Um ano depois, quando ele retorna de uma luta por Braavos no rio Roine, descobre que sua esposa tornou-se amante de um rico comerciante da cidade. O mercador avisou a Jorah que ele seria feito de escravo até pagar suas dívidas se ele permanecesse em Lys e Jorah foi forçado a fugir novamente. Depois disso ele passou a viver entre as Cidades Livres, oferecendo seus serviços de mercenário a quem melhor pagasse. Não sendo uma personagem de primeira pessoa nos livros, suas ações e movimentos são descritos pelos olhos de outras personagens, como Daenerys Targaryen e Tyrion Lannister.

#### A Game of Thrones
Em Pentos, Jorah entra a serviço da Casa Targaryen durante o casamento de Daenerys Targaryen com Khal Drogo.  No entanto, isto é um disfarce pois ele está na verdade espionando Daenerys para Varys, o Mestre dos Suspiros do rei Robert Baratheon, na esperança de conseguir um perdão real. Apesar do desprezo que sente pelo irmão dela, Viserys Targaryen, ele começa a admirar Daenerys por sua bravura e força de caráter e eventualmente se apaixona por ela. Quando estão na cidade de Vaes Dothrak, ele é avisado pelo mercador Illyrio Mopatis que Robert ordenou o assassinato de Daenerys e a impede de ser envenenada. Depois da morte de Drogo, ele é o primeiro a prometer lealdade a Daenerys e fica atônito quando ela emerge ilesa da pira funerária de Drogo com três pequenos dragões a seu lado. 

#### A Clash of Kings
Jorah acompanha Daenerys e seus restantes dothtakis, o povo guerreiro de Drogo, a Qarth. A partir daí ele passa a não enviar mais mensagens secretas a Varys, tendo se apaixonado por Daenerys. Ela descobre o amor dele após Jorah falar de sua semelhança com sua ex-esposa, Lynesse, mas guarda segredo. Nos portões de Qarth, o grupo encontra o ex-lutador de arenas de combate  Strong Belwas e seu escudeiro Arstan Whitebeard; Arstan diz conhecê-lo e Jorah o acha familiar mas não o reconhece. Apesar das desconfianças dele, Daenerys aceita os dois mercenários a seu serviço.

#### A Storm of Swords
Jorah confessa seu amor a Daenerys, que rejeita suas investidas. Ele recomenda que eles viajem a Astapor para comprar um exército de Imaculados, e comandar este exército quando eles forem depor os governantes de Yunkai. Quando eles chegam a Meereen, Arstan se revela como sendo Sor Barristan Selmy, um ex-membro da Guarda Real do rei Aerys II Targaryen, pai morto de Daenerys, e de Robert Baratheon, e revela que Jorah era um espião a serviço do rei. Daenerys ordena a Jorah e Selmy que se infiltrem em  Meereen e libertem alguns escravos. Quando os dois retornam, Jorah se recusa a pedir perdão, insistindo que ela lhe deve seu perdão como recompensa por seus serviços; ela concorda mas diz que não pode fazer isto sem minar sua autoridade e o manda embora.

#### A Dance With Dragons
Jorah encontra Tyrion Lannister, fugitivo de Porto Real,  num bordel em Selhorys e o faz prisioneiro, esperando conseguir novamente as graças de Daenerys entregando-o para ela. Em Volantis eles encontram o anão Penny, de quem Tyrion, também um anão, se apieda e consegue a permissão de Jorah para acompanhá-los. Durante a jornada para Meereen, onde Daenerys se baseou, seu navio é atacado por mercadores de escravos e Jorah é ferido e marcado tentando resistir aos atacantes. Capturado, o trio é levado a Meereen e vendido ao mercador de Yunkai  Yezzan zo Qaggaz. Ele fica desanimado quando descobre que Daenerys desposou o rico nobre de Meereen Hizdhar zo Loraq. Quando Oaggaz morre de disenteria, eles escapam para o acampamento do grupo de mercenários Os Segundos Filhos, antes a serviço de Daenerys e agora ao lado dos traficantes de escravos e se juntam à companhia. Rapidamente Jorah entende que os governantes de Yunkai irão perder a batalha contra Daenerys e seus Imaculados e dothrakis de Meereen e diz a Tyrion que eles precisam convencer os Segundos Filhos a mudarem de lado mais uma vez.

#### Genealogia
Árvore genealógica da Casa Mormont a partir de Lorde Jeor e Lady Maege.
|  |  |  |  |  |  |             |             |             |             |             |             |  |  |       |       |       |       |       |       |  |  |                   |                   |                   |                   |                   |                   |  |  |       |       |       |       |       |       |       |       |         |         |         |         |         |         |       |       |       |       |      |      |      |      |  |  |         |         |         |         |         |         |  |  |        |        |        |        |        |        |  |  |  |  |  |  |  |  |  |  |  |  |
|  |  |  |  |  |  |             |             |             |             |             |             |  |  |       |       |       |       |       |       |  |  |                   |                   |                   |                   |                   |                   |  |  |       |       |       |       |       |       |       |       |         |         |         |         |         |         |       |       |       |       |      |      |      |      |  |  |         |         |         |         |         |         |  |  |        |        |        |        |        |        |  |  |  |  |  |  |  |  |  |  |  |  |
|  |  |  |  |  |  |             |             |             |             |             |             |  |  | Jeor  | Jeor  | Jeor  | Jeor  | Jeor  | Jeor  |  |  |                   |                   |                   |                   |                   |                   |  |  | Maege | Maege | Maege | Maege | Maege | Maege |       |       |         |         |         |         |         |         |       |       |       |       |      |      |      |      |  |  |         |         |         |         |         |         |  |  |        |        |        |        |        |        |  |  |  |  |  |  |  |  |  |  |  |  |
|  |  |  |  |  |  |             |             |             |             |             |             |  |  | Jeor  | Jeor  | Jeor  | Jeor  | Jeor  | Jeor  |  |  |                   |                   |                   |                   |                   |                   |  |  | Maege | Maege | Maege | Maege | Maege | Maege |       |       |         |         |         |         |         |         |       |       |       |       |      |      |      |      |  |  |         |         |         |         |         |         |  |  |        |        |        |        |        |        |  |  |  |  |  |  |  |  |  |  |  |  |
|  |  |  |  |  |  |             |             |             |             |             |             |  |  |       |       |       |       |       |       |  |  |                   |                   |                   |                   |                   |                   |  |  |       |       |       |       |       |       |       |       |         |         |         |         |         |         |       |       |       |       |      |      |      |      |  |  |         |         |         |         |         |         |  |  |        |        |        |        |        |        |  |  |  |  |  |  |  |  |  |  |  |  |
|  |  |  |  |  |  | Lady Glover | Lady Glover | Lady Glover | Lady Glover | Lady Glover | Lady Glover |  |  | Jorah | Jorah | Jorah | Jorah | Jorah | Jorah |  |  | Lynesse Hightower | Lynesse Hightower | Lynesse Hightower | Lynesse Hightower | Lynesse Hightower | Lynesse Hightower |  |  | Dacey | Dacey | Dacey | Dacey | Dacey | Dacey |       |       | Alysane | Alysane | Alysane | Alysane | Alysane | Alysane |       |       | Lyra  | Lyra  | Lyra | Lyra | Lyra | Lyra |  |  | Jorelle | Jorelle | Jorelle | Jorelle | Jorelle | Jorelle |  |  | Lyanna | Lyanna | Lyanna | Lyanna | Lyanna | Lyanna |  |  |  |  |  |  |  |  |  |  |  |  |
|  |  |  |  |  |  | Lady Glover | Lady Glover | Lady Glover | Lady Glover | Lady Glover | Lady Glover |  |  | Jorah | Jorah | Jorah | Jorah | Jorah | Jorah |  |  | Lynesse Hightower | Lynesse Hightower | Lynesse Hightower | Lynesse Hightower | Lynesse Hightower | Lynesse Hightower |  |  | Dacey | Dacey | Dacey | Dacey | Dacey | Dacey |       |       | Alysane | Alysane | Alysane | Alysane | Alysane | Alysane |       |       | Lyra  | Lyra  | Lyra | Lyra | Lyra | Lyra |  |  | Jorelle | Jorelle | Jorelle | Jorelle | Jorelle | Jorelle |  |  | Lyanna | Lyanna | Lyanna | Lyanna | Lyanna | Lyanna |  |  |  |  |  |  |  |  |  |  |  |  |
|  |  |  |  |  |  |             |             |             |             |             |             |  |  |       |       |       |       |       |       |  |  |                   |                   |                   |                   |                   |                   |  |  |       |       |       |       |       |       |       |       |         |         |         |         |         |         |       |       |       |       |      |      |      |      |  |  |         |         |         |         |         |         |  |  |        |        |        |        |        |        |  |  |  |  |  |  |  |  |  |  |  |  |
|  |  |  |  |  |  |             |             |             |             |             |             |  |  |       |       |       |       |       |       |  |  |                   |                   |                   |                   |                   |                   |  |  |       |       |       |       |       |       |       |       |         |         |         |         |         |         |       |       |       |       |      |      |      |      |  |  |         |         |         |         |         |         |  |  |        |        |        |        |        |        |  |  |  |  |  |  |  |  |  |  |  |  |
|  |  |  |  |  |  |             |             |             |             |             |             |  |  |       |       |       |       |       |       |  |  |                   |                   |                   |                   |                   |                   |  |  |       |       |       |       | Filha | Filha | Filha | Filha | Filha   | Filha   |         |         | Filho   | Filho   | Filho | Filho | Filho | Filho |      |      |      |      |  |  |         |         |         |         |         |         |  |  |        |        |        |        |        |        |  |  |  |  |  |  |  |  |  |  |  |  |

Notas
1. 1 2 3 4 5 6 7 8  Martin, George R. R. (2011). «Apêndice: Casa Stark». A Dance with Dragons. [S.l.: s.n.] ISBN 978-0553801477
2. 1 2  Martin, George R. R. (1999). «Capítulo 12, Daenerys I». A Clash of Kings. [S.l.: s.n.] ISBN 0-553-10803-4
3. 1 2  Martin, George R. R. (2011). «Capítulo 42, The King's Prize». A Dance with Dragons. [S.l.: s.n.] ISBN 978-0553801477

### Série de televisão

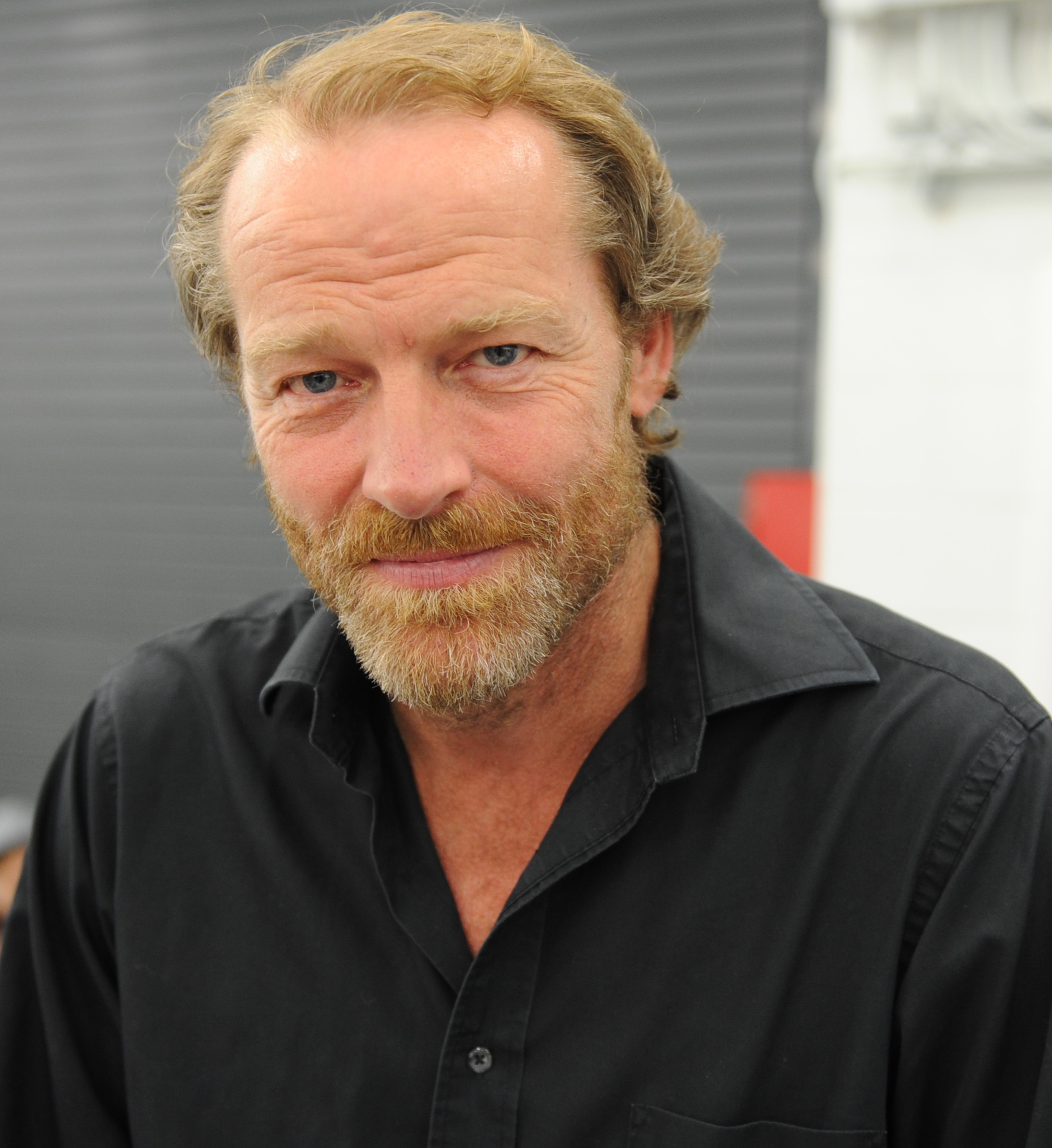
O ator Iain Glen interpretou Jorah Mormont nas oito temporadas de Game of Thrones.

#### 1ª temporada (2011)
Jorah Mormont é um cavaleiro exilado, filho de Jeor Mormont, ex-Lorde da Ilha do Urso e atual comandante da Patrulha da Noite. Para sustentar o estilo de vida extravagante de sua esposa a quem amava, ele vende como escravos caçadores ilegais que entraram suas terras a mercadores de escravos de Essos, o que é ilegal nos Sete Reinos. Condenado à morte por Lorde Ned Stark, seu suserano, ele foge para Essos onde aprende e se adapta ao estilo de vida do povo Dothraki que o acolhe como um dos seus e passam a conhecê-lo como "Jorah, o  Ândalo".  Ele serve a Daenerys Targaryen e seu marido Khal Drogo como conselheiro, tanto político quanto cultural, dos assuntos dos Sete Reinos e de Essos. Na verdade, porém, ele é um espião de Varys, o Mestre dos Suspiros do rei Robert Baratheon de Westeros, na esperança de conseguir um perdão real para seu crime; no entanto, ele se apaixona por Daenerys e jura protegê-la e ajudá-la a recuperar o Trono de Ferro.

#### 2ª temporada (2012)
Depois que Daenerys fica viúva, Jorah permanece ao lado dela e se torna o primeiro cavaleiro de sua Guarda da Rainha. Ele se torna seu conselheiro por toda a temporada, tentando ajudá-la a reconquistar seu direito de nascença à coroa dos Sete Reinos.

#### 3ª temporada (2013)
Jorah tem um importante papel na tomada de Yunkai, na Baía dos Escravos, pelas forças de Daenerys, junto com Verme Cinzento, o eunuco comandante dos Imaculados, e o mercenário Daario Naharis, comandante e líder dos Segundos Filhos. Os três se infiltram na cidade e matam vários soldados da guarnição, abrindo os portões da cidadela para a entrada dos exércitos, assegurando a captura de Yunkai. Depois ele ajuda Daenerys e seus homens a também capturarem Meereen e a informa da morte do rei Joffrey Baratheon em Westeros; como conselheiro, porém, ele dissuade Daenerys de invadir Westeros imediatamente, notando que eles ainda não tem forças suficientes para tomar todo o continente. Quando ela parece começar uma relação romântica com Daario, Jorah demonstra sua desaprovação.  

#### 4ª temporada (2014)
Depois da conquista de Meereen, Daenerys descobre que a missão original de Jorah era espioná-la em favor do rei "usurpador" Robert Baratheon, o que a levou e a seu bebê ainda na barriga a quase serem mortos por um assassino mercador de vinhos em Vaes Dothrak e o exila de Meereen sob ameaça de morte. Jorah então parte sozinho.

#### 5ª temporada (2015)
Jorah encontra Tyrion Lannister em Volantis e o sequestra com a intenção de entregá-lo à Daenerys para conseguir o seu perdão. Navegando entre as ruínas de Valíria, os dois são atacados por "homens de pedra" – homens tornados insanos depois de serem afetados por escamagris, doença rara que os deixou com a pele em forma de escamas – e Jorah é infectado durante a luta. Eles continuam seu caminho para Meereen a pé, e Tyrion lhe diz que seu pai Jeor Mormont foi morto durante um motim Além da Muralha. Os dois são capturados por traficantes de escravos e Tyrion os convence a vendê-los para as arenas de lutas de Meereen. Durante uma demonstração de lutadores na arena. Jorah reencontra Daenerys, que assiste às lutas, que ordena que ele seja libertado mas se recusa a aceitá-lo novamente a seus serviços; sem ter nenhum lugar para ir, Jorah retorna às arenas. Quando elas são reabertas, ele impede uma tentativa de assassinato de Daenerys e a protege da insurgência dos Filhos da Harpia no conflito que se segue. Quando ela foge da arena montada em seu dragão, Jorah e Daario deixam Meereen e vão à sua procura.

#### 6ª temporada (2016)
Jorah e Daario descobrem um anel propositalmente deixado por Daenerys num planície e ele deduz que ela foi capturada por dothrakis e levada para sua capital, a cidade de Vaes Dothrak, no Mar Dothraki. Quando lá chegam, conseguem encontrá-la mas ela rejeita o plano de fugirem imediatamente mas ao invés disso ajudá-la com seu próprio plano, com o qual eles relutantemente concordam. Na noite seguinte os dois, disfarçados, a observam, após prender e queimar vivos todos os khals restantes que pretendiam julgá-la no templo da cidade, emergir ilesa do edifício e se ajoelham perante ela junto com toda a população dothraki presente. Quando todos se preparam para partir, Jorah conta a Daenerys sobre sua doença e a intenção de se matar antes que ela tome todo seu corpo. Daenerys então ordena que ele vá atrás de uma cura para a doença e depois retorne para ela, que precisará de seus conselhos após conquistar Westeros. Jorah então mais uma vez parte sozinho.

#### 7ª temporada (2017)
Jorah volta para Westeros e procura ajuda entre os sábios da Cidadela, em  Oldtown. Sua doença então já progrediu enormemente tomando-lhe um braço inteiro e parte de seu peito. O Arquimeistre Ebrose diagnostica sua doença como incurável e intratável por estar muito avançada, dá a Jorah mais seis meses de sanidade restantes e avisa que ele será exilado da cidadela no dia seguinte. Samwell Tarly, que anteriormente serviu ao pai de Jorah na Patrulha da Noite e agora está em Oldtown tentando adquirir conhecimento para ajudar na luta contra os Caminhantes Brancos, pesquisa os livros e descobre um possível antigo método de cura da escamagris neles; apesar da proibição dos meistres, ele trata de Jorah em segredo e tem sucesso em remover as escamas do corpo, deixando a pele por baixo livre da infecção. No dia seguinte, vendo o resultado, que Jorah diz ser fruto de descanso e do clima para proteger Samwell, ele é liberado para a voltar à vida normal por Ebrose. Ele então vai a Pedra do Dragão, onde Daenerys agora vive preparando a invasão, e ela o recebe alegremente de volta a seus serviços. Jorah então acompanha Jon Snow e outros homens numa expedição Além da Muralha para capturar um morto-vivo e sobrevive a ela depois de resgatado junto com o grupo do cerco do exército de Caminhantes por Daenerys e seus dragões. Depois ele a acompanha de volta a Porto Real, para a reunião de cúpula com Cersei Lannister visando uma trégua mútua para combaterem juntos o inimigo maior.

#### 8ª temporada (2019)
Em Winterfell com Daenerys e Jon Snow à espera do ataque dos Caminhantes Brancos, Jorah intervém a favor de Tyrion Lannister quando Daenerys quer demiti-lo do cargo de Mão, por ter sido enganado por Cersei e sua promessa de trazer o exército Lannister ao Norte para lutar contra os Caminhantes Brancos. No pátio da fortaleza, ele tenta convencer sua prima, a pequena Lady Lyanna Mormont, a se proteger nas criptas do castelo quando os Caminhantes chegarem mas a menina está disposta a lutar e ele cede. Depois ele aceita de Samwell Tarly a espada de aço valiriano da Casa Tarly que Sam roubou da família quando saiu de lá; Sam, por não saber lutar com ela, a oferece a Jorah em agradecimento pelo que o pai dele, Jeor Mormont, o ajudou e pelo aprendizado que teve. Jorah promete usá-la com honra em memória do pai. Quando a batalha começa, le comanda a linha de frente das tropas de Winterfell, a cavalaria Dothraki, que investe contra o exército de mortos vivos que ataca o castelo. Apesar de terem suas espadas e lanças flamejadas com fogo criado pela sacerdotisa Melisandre, os guerreiros são dizimados no embate contra as milhares de Criaturas e poucos conseguem fugir de volta a Winterfell, entre eles Jorah. Durante os últimos instantes da batalha ele salva vida de Daenerys, que caiu de seu dragão ao solo no meio do campo de guerra, e junto com ela enfrentam e matam vários mortos-vivos. Ele acaba ferido mortalmente por um deles, pouco antes de todos os atacantes serem transformados em pó pela morte de seu líder, o Rei da Noite, e morre nos braços de Daenerys, que chora sua morte. 